# Медолюб-сережник
Медолюб-сережник (Anthochaera) — рід горобцеподібних птахів родини медолюбових (Meliphagidae). Містить 5 видів, що поширені в Австралії.

## Види
- Медолюб-сережник середній (Anthochaera carunculata)
- Медолюб-сережник східний (Anthochaera chrysoptera)
- Медолюб-сережник західний (Anthochaera lunulata)
- Медолюб-сережник великий (Anthochaera paradoxa)
- Медолюб-регент (Anthochaera phrygia)